# Konrad Wasielewski
Konrad Henryk Wasielewski, poljski veslač, * 19. december 1984, Szczecin.
Wasielewski je za Poljsko nastopil v dvojnem četvercu na Poletnih olimpijskih igrah 2008 v Pekingu in z njim tam osvojil zlato medaljo

## Nagrade
Za zasluge v športu je leta 2008 prejel viteški križec reda Polonia Restituta (5. klase).